# Volo Air Midwest 5481
Il volo Air Midwest 5481 era un volo di linea regionale operato dalla compagnia aerea Air Midwest per conto della US Airways Express tra le città di Charlotte, Carolina del Nord e di Spartanburg, Carolina del Sud. L'8 gennaio 2003, un Beechcraft 1900D che operava il volo entrò in uno stallo aerodinamico durante la fase di decollo e si schiantò vicino ad un hangar della US Airways prendendo fuoco. Il volo durò appena 37 secondi. Tutte le 21 persone a bordo morirono nell'incidente e una persona a terra riportò lievi ferite. Nessuna delle persone che operava nell'hangar rimase coinvolta.

## Passeggeri ed equipaggio
L'equipaggio era composto dal comandante Katie Leslie, 25 anni, che era la più giovane pilota della compagnia aerea; e dal primo ufficiale Jonathan Gibbs, 27 anni. Il comandante Leslie aveva accumulato 1 865 ore di volo e il primo ufficiale 706.
Tra i passeggeri vi erano Mark E. Congdon CIO di Foodservice, padre di 4 figli, due studenti della Clemson University provenienti dall'India e la studentessa Christiana Grace Shepherd, 18 anni, residente delle Azzorre.

## L'incidente e le indagini
L'8 gennaio 2003, il volo 5481 si preparava a decollare. L'aeromobile, prodotto dalla Beechcraft Division, era sfruttato dalla compagnia in maniera intensa, con anche 8 voli al giorno (dati di NatGeo), perciò veniva effettuata una manutenzione giornaliera.
La sera prima, durante la manutenzione prevista dal regolamento, dei meccanici, giovani e inesperti, erano stati incaricati di sistemare un cavo che regolava lo stabilizzatore posteriore; la manutenzione, però, non fu realizzata secondo le procedure del manuale, in quanto i cavi che collegavano la barra di comando allo stabilizzatore non erano stati tesi correttamente. Sebbene dopo una riparazione di questo tipo fosse richiesta una prova a terra dei comandi di volo, in questo caso il test non venne effettuato. L'NTSB rivelò che la FAA era a conoscenza di "gravi carenze" nelle procedure di istruzione delle tecniche di manutenzione presso l'impianto, ma non aveva effettuato nessun intervento.
Un altro fattore decisivo era il calcolo del peso imbarcato a bordo. Per effettuare tale calcolo, la US Airways Express, considerava un peso medio di 80 kg per persona e, in base a questo calcolo, il peso a bordo era regolamentare in base al numero dei passeggeri. Tuttavia, nel 2003 la media di peso corporeo negli Stati Uniti era ben diversa, circa 91 kg a persona, per cui l'aereo partì con un peso di più di 264 kg al di sopra del limite massimo.
L'aereo decollò regolarmente ma, poco dopo, appena fatto rientrare il carrello di atterraggio, subì una brusca cabrata, a cui seguì uno stallo, e quindi precipitò in picchiata verso gli hangar della US Airways, pieni di persone e di velivoli riforniti di carburante. Il comandante manovrò disperatamente l'aereo per evitare l'impatto diretto, puntando pochi gradi più in basso dell'hangar; il velivolo, infatti, lo mancò per pochi metri. Per questa manovra la Leslie fu insignita postuma della medaglia d'oro al valore.

## Conseguenze

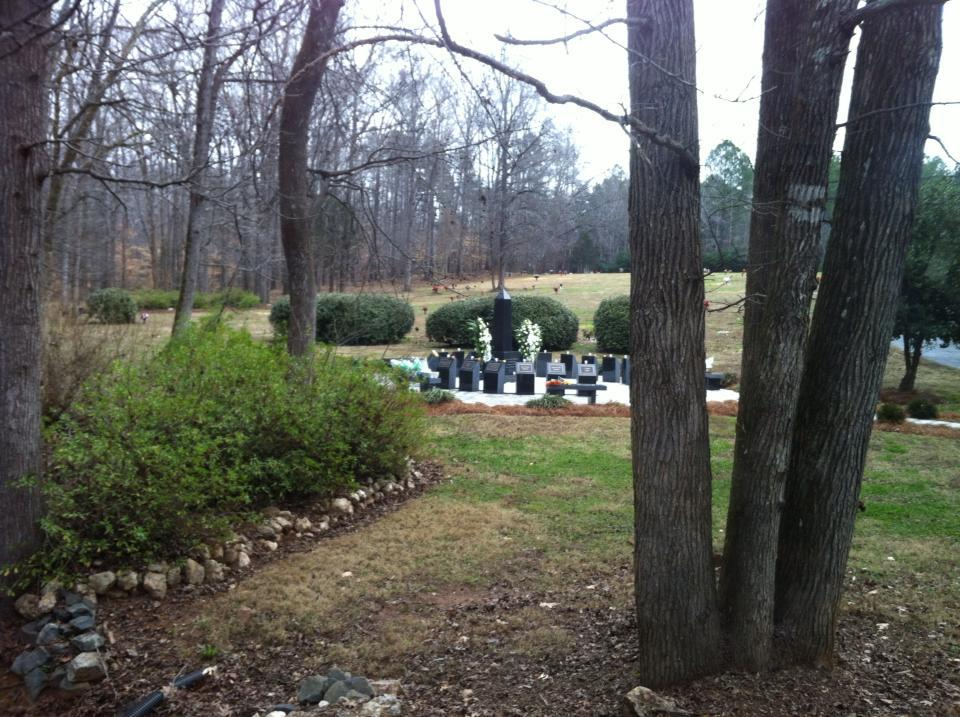
Memoriale del volo 5481 a Matthews, Carolina del Nord.

L'incidente fornì, come accade sempre dopo un incidente aereo di qualsiasi natura, dati per adottare nuovi standard e rendere più sicuri i voli a venire. Dopo questo disastro aereo, vennero stabilite 21 nuove normative per evitare altri incidenti.
L'episodio fornì una base per ragionare su un dato importantissimo, non solo per l'aviazione, ma anche per la salute dell'intera popolazione degli Stati Uniti, l'obesità. Questa patologia infatti ha subito un peggioramento progressivo e relativamente rapido nella popolazione statunitense e senz'altro è stato una concausa, almeno in parte, di questa tragedia; dai dati forniti dalle indagini successive all'incidente, effettuate chiamando i medici di famiglia delle vittime, risultò che i passeggeri avevano un peso che superava in media di 2 kg quello calcolato per ogni passeggero.
Da quel giorno furono presi provvedimenti importanti nella gestione dei voli a corto raggio (sempre più utilizzati dalle compagni aeree) e il più evidente fu proprio nei riguardi del volo 5481, a cui furono sottratti 2 posti passeggeri dopo aver calcolato un peso medio pari non più a 80 kg ma a 90 kg.

## Nella cultura di massa
L'incidente del volo 5481 della Air Midwest è stato analizzato nella puntata Peso morto della quinta stagione del documentario Indagini ad alta quota trasmesso dal National Geographic Channel.